# Gilera Citta
De Gilera Citta, ook wel in sommige landen uitgebracht als de Gilera Eco of EC1, is een tussen 1977 en 2002 door het Italiaanse merk Piaggio/Gilera geproduceerde bromfiets. Er zit een luchtgekoelde 49cc-tweetaktmotor in. De Citta maakt gebruik van een riemaandrijving, in tegenstelling tot de meeste andere brommers die ketting aangedreven zijn.

## Versies
Er zijn verschillende versies van de Gilera Citta verschenen zoals de Funny, Dizzy, Crazy, Route 66, Unplugged en Graffity. In 2000 kwam er weer een nieuw model op de markt. Deze is te herkennen aan de elektronische ontsteking, claxon, remlicht, en zijreflectoren op de achterkant.

## De Citta in Nederland
De Gilera Citta werd eerst uitgebracht in Italië onder de naam Gilera Eco in 1977. Vanaf 1982 was deze in Nederland te koop  eerst onder de naam Vespa Citta en later Gilera Citta. In Antwerpen werden ze tot 2002 gemaakt.

## De Citta in Duitsland
De Gilera Citta werd ook verkocht in Duitsland; daar werd hij de Gilera EC1 genoemd. Het is onbekend tot wanneer deze modellen verkocht zijn.

## Citta-varianten

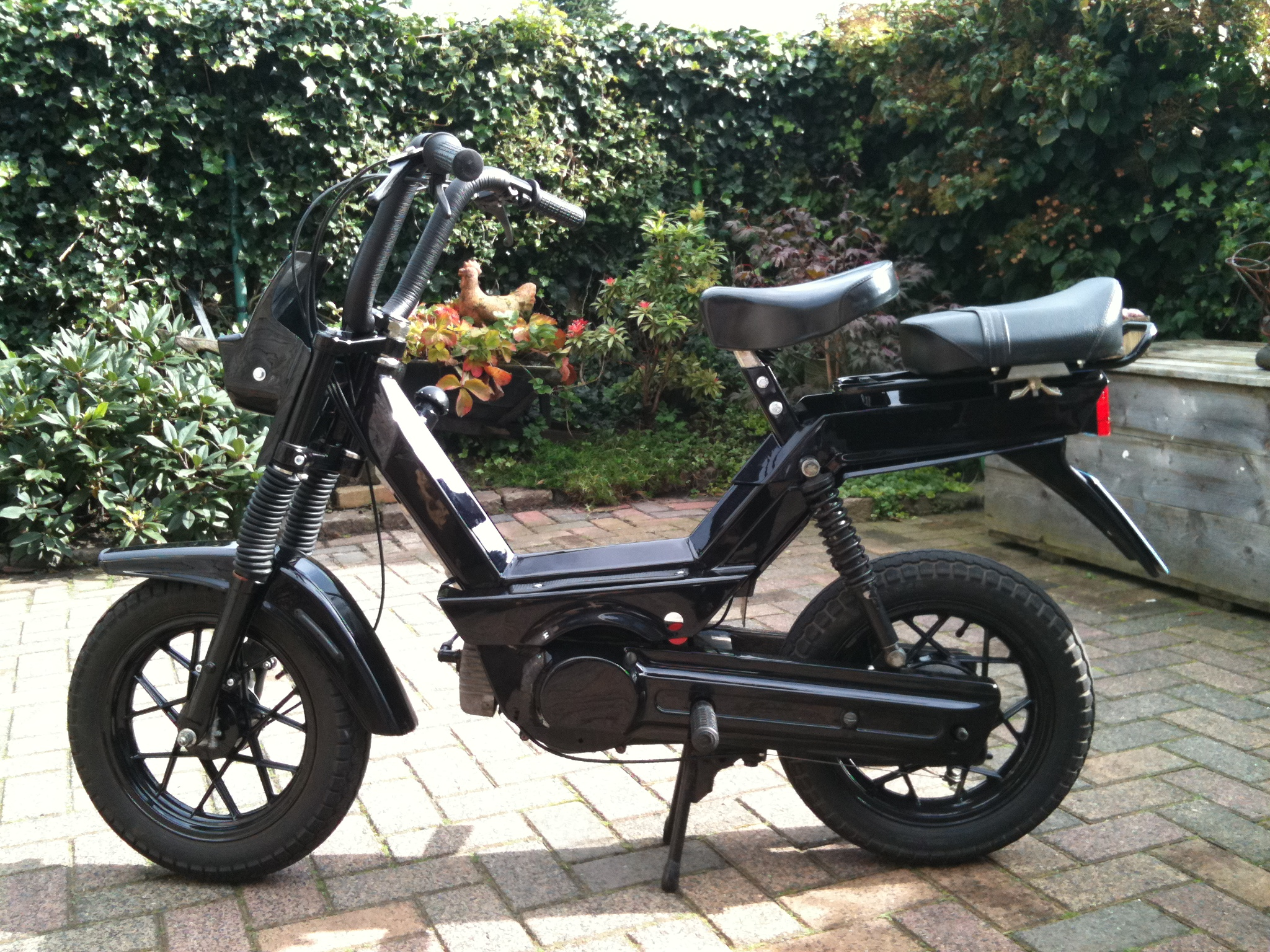
Zwarte Gilera Citta
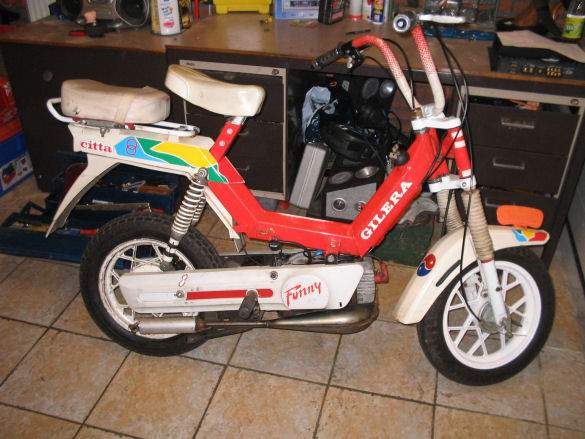
Zo goed als "standaard" Gilera Citta
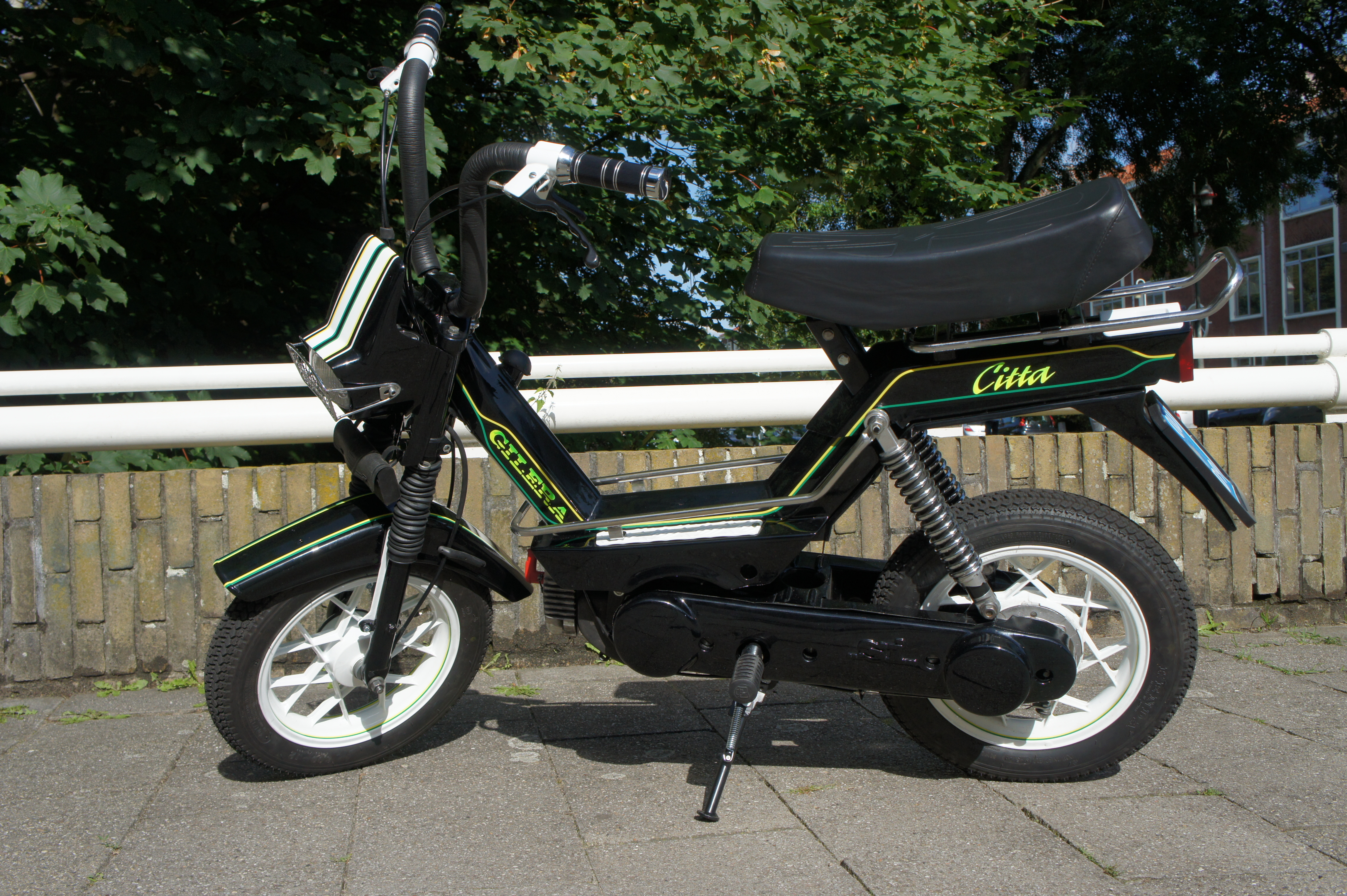
Gilera Citta met SI-achterbrug